# Pas de repos pour les braves
No habrá descanso para los valientes (en francés: Pas de repos pour les braves) es una película francesa dirigida por Alain Guiraudie y estrenada en 2003. Se presentó en el Festival de Cine de Cannes de 2003, en la sección Quincena de Cineastas.

## Sinopsis
Un joven, Basile Matin, está convencido de que morirá si se vuelve a dormir. De hecho, soñó con el misterioso Faftao-Laoupo, el que anuncia la muerte. Luego deambula por un mundo de ensueño buscado por Igor, que parece no entender la historia de Faftao-Laoupo, pero muestra interés. Luego conoce a Johnny Goth, mitad periodista, mitad detective. Se adentran en un mundo entre el western y el cuento. Otro joven, llamado Héctor, que vive con un viejo amigo, de nombre Roger, se reúnen regularmente con otros colegas en el bar de Dédé. Una noche, Roger se va de farra y Héctor sale a buscarlo ¿o será Johnny Goth?

## Ficha técnica
- Título original : Pas de repos pour les braves
- Dirección : Alain Guiraudie
- Guion: Alain Guiraudie y Frédéric Videau
- Fotografía : Antoine Héberlé
- Música : Teppaz y Naz
- Montaje : Jean-Christophe Julé
- Escenario : Eric Moulard
- Iluminación : Thierry Debove
- País de producción :  Francia y  Austria
- Producción : Jean-Philippe Labadie y Nathalie Eybrard
- Productora : Paulo Films, Amour Fou Vienna, Arte France Cinéma, Canal+ y Backup Media
- Distribución : Alto y corto
- Formato :Color
- Género : comedia dramática
- Duración : 104 minutos
- Fechas de lanzamiento :
  - Francia : 20 de mayo de 2003

## Reparto
| - Thomas Suire : Basile Martin / Hector - Thomas Blanchard : Igor - Laurent Soffiati : Johnny Goth - Vincent Martin : Bodowski - Pierre-Maurice Nouvel : Sorano - Roger Guidone : Roger - Nicole Huc : Lydie | - Jean-Claude Baudracco : Dédé - Bruno Izarn : Daniel - Jacques Mestres : Jean-Luc - Serge Ribes : Jack - Jérôme Mancet : Franck - Valérie Pangrazzi : Annie - Marie-Pierre Neskovic : Julie - Jeanne Delavenay : Anne, madre de Basile |